# فينيرا 15
فينيرا 15 (بالروسية: Венера-15 معناها فينوس 15) كانت مركبة فضائية أرسلت إلى فينوس من قبل الاتحاد السوفياتي. كانت هذه المركبة غير المأهولة هي رسم خريطة لسطح كوكب الزهرة باستخدام أنظمة تصوير عالية الدقة. وكانت المركبة الفضائية مماثلة لفينيرا 16 وعلى أساس التعديلات على المسابر الفضائية فينيرا السابقة.4

## ملف المهمة
تم اطلاق فينيرا 15 في اليوم الثاني من يونيو سنة 1983 في تمام الساعة 2:38:29 بالتوقيت العالمي ووصلت إلى مدار الزهرة في 10 أكتوبر 1983.
تم ادخال المركبة الفضائية في مدار فينوس في يوم ما عدا فينرا 16 ومع تحريك مستويها المداري بزاوية تقارب 4 درجات بالنسبة للمسبار الآخر. هذا جعل من الممكن إعادة عرض منطقة إذا لزم الامر. كانت المركبة الفضائية في مدار قطبي تقريبآ مع مدار حوالي 1000 كم عند خط عرض 62 درجة شمالآ و 65000 كم مع ميل 90 درجة والفترة المدارية هي 24 ساعة
جنبآ إلى جنب مع فينيرا 16 تصور المركبة الفضائية المنطقة من القطب الشمالي وصولا إلى خط العرض 30 درجة شمالآ (أي حوالي 25% من سطح كوكب الزهرة) على مدى 8 أشهر من عمليات رسم الخرائط